# Susana Chávez-Silverman
Susana Chávez-Silverman (Los Ángeles) es una escritora latina estadounidense y profesora de lenguas y literaturas románicas en Pomona College de Claremont, California.

## Educación
Recibió su licenciatura en español de la Universidad de California en Irvine en 1977, donde se graduó magna cum laude. Continuó su educación en la Universidad de Harvard donde, en 1979, recibió su maestría en Lenguas Romances. En 1991, recibió su doctorado en español de la Universidad de California, Davis. Su disertación se tituló: El yo excéntrico: La poesía de Alejandra Pizarnik. Chávez-Silverman ha enseñado en la Universidad de California, Santa Cruz, la Universidad de California, Berkeley, la Universidad de California, Irvine, la Universidad de California, Davis y la Universidad de Sudáfrica antes de venir a Pomona College.

## Infancia
Chávez-Silverman, nacido de un padre hispano judío y una madre chicana que era maestra, se crio en un ambiente bilingüe y bicultural entre Los Ángeles, Madrid y Guadalajara, México. Después de completar su educación, viajar mucho y vivir en Boston, Berkeley, Los Ángeles, España y Sudáfrica, ahora reside en Claremont, California, donde es profesora de español, estudios latinoamericanos y de latinx en el Departamento de lenguas y literaturas romances en Pomona College. Chávez-Silverman se especializa en estudios de género y sexualidad, la autobiografía/memorias, literatura latinoamericana América Latina y los Estados Unidos latina/chicana poesía literatura, feminista, y la pedagogía. Ella ha escrito, y es coautora de, varios libros sobre los temas mencionados anteriormente.

## Carrera de escritura
El trabajo bilingüe de no ficción creativa de Chávez-Silverman es publicado por la University of Wisconsin Press. Su libro, Killer Crónicas: Bilingual Memories, fue publicado por University of Wisconsin Press en 2004. Esta colección de crónicas comenzó en 2001, después de que la National Endowment for the Humanities (NEH) le otorgó a Chávez-Silverman una beca para un proyecto sobre la poesía femenina argentina contemporánea. Pasó trece meses en Buenos Aires, donde, además de investigar y escribir en su libro oficial (académico), comenzó a enviar "cartas del frente [del cono]" bilingües y bromistas a colegas y amigos por correo electrónico. Ella dijo: "Vivir en Buenos Aires, esa hermosa ciudad de principios de siglo en un país al borde del colapso (económico) - hogar de muchos de los autores y artistas que tanto había admirado (Jorge Luis Borges, Julio Cortázar, Alfonsina Storni, Alejandra Pizarnik y, ante ellos, los románticos fundacionales, Domingo Faustino Sarmiento y Echeverría, crearon un sentido de identidad, desplazados pero extrañamente en casa, de una manera cultural, lingüística y tangible. En Buenos Aires, las partes fragmentadas de mí, las voces, las culturas y los lugares dentro de mí se frotaron entre sí y se incendiaron. Llamé a mis misivas de correo electrónico "Crónicas", inspiradas por los relatos de primera mano, toscamente labrados, periodísticos y a menudo fantásticos enviados a casa" por los primeros conquistadores, y remodelados por sus contrapartes modernos como Carlos Monsiváis, Elena Poniatowska y Cristina Pacheco". Una de las crónicas de Chávez-Silverman, "Anniversary Crónica", inspirada en el aniversario del 16 de junio de la boda de sus padres y la de los llamados "disturbios de Soweto" en Sudáfrica, recibió el primer premio en memoria personal en el "Concurso de excelencia literaria chicana" de 2002 patrocinado por la revista literaria nacional estadounidense El Andar. 
Killer Crónicas: Bilingual Memories está escrito en un estilo poco ortodoxo, ya que cambia de código sin problemas entre inglés y español, sin traducción de ninguno de los dos idiomas. Por ejemplo, Killer Crónicas está “repleto de tales juegos de palabras bilingües inteligentes, como 'feliz' (feliz) para referirse a los homosexuales y 'anyguey' para referirse a la expresión, 'de todos modos'. Entre ellos existen innumerables regionalismos latinoamericanos, bromas deletreadas fonéticamente y traducciones falsas, como 'ternura' para 'tenencia'. "Lo sé, sí, mamá", escribe."
David Newman de New Delta Review pregunta: ¿Qué es exactamente una crónica y por qué eliges escribir con este estilo? 
Susana Chávez-Silverman: “Digamos que me eligió a mí. Crónica traduce como 'crónica'. Cuando comencé a escribir en este estilo, durante un verano de Buenos Aires terriblemente cálido y húmedo (febrero de 2001), estaba tratando de capturar algunos de los sabores locales, los barrios y olores y sonidos, las formas del paisaje urbano porteño que era altamente idiosincrásico y que había comenzado a amar -- hasta sentir cierto nivel de pertenencia de lo que había sentido en casi cualquier otro lugar del mundo, pero también me pareció misterioso, frustrante y, a veces, gracioso, a menudo de una vez. Le escribía como una especie de recordatorio a mi amigo cercano Pablo 'Hugo' Zambrano, quien es de España, y quien había venido a pasar varias semanas con nosotros en Buenos Aires. De alguna manera, tener un socio en crimen, alguien bilingüe, pero extranjero, decididamente no argentino, me impulsó a crear un texto experimental, una especie de amalgama o mestizaje, una mezcla de cuentos, reportajes y un poco de poesía en prosa, en forma de una carta de correo electrónico, para recordarle a Hugo algunas de nuestras aventuras, en la víspera de su regreso a España.
Killer Crónicas: Bilingual Memories, que escribí para Hugo, fue una de las primeras piezas que escribí en este estilo. Decidí poner el título, y las subsiguientes misivas de correo electrónico, una crónica, inspirada en los relatos de primera mano, periodísticos, a menudo fantásticos, del "Nuevo Mundo" enviado por los primeros conquistadores españoles, y remodelado por contrapartes de hoy en día como los mexicanos Carlos Monsiváis, Elena Poniatowska, Cristina Pacheco y el chileno Pedro Lemebel, cuya escritura admiro.
Ésta es una forma que me funciona. Me da una sensación de contención (debido a su longitud relativamente corta) y libertad, flexibilidad. ¡Como Saturno y Júpiter, los cuales son prominentes en mi carta natal! La crónica puede variar ampliamente en el tema y el estilo, pero el centro de su proyecto es un ojo/"yo" observador; mucha atención a los detalles; un sentido de humor (casi siempre relevo algunos de mis momentos más emocionales con la risa, a menudo a mi propria costa); un sentido de lo fantástico o extraño, incluso en lo más cotidiano; y un deseo de conectarse con un interlocutor a menudo reconocido explícitamente".

## Trabajos

### Libros
- Escenas de la Cuenca de LA y otros desastres naturales. ( Universidad de Wisconsin Press, 2010).
- Killer Crónicas: Bilingual Memories. University of Wisconsin Press, 2004 (libro en rústica enero de 2011). Incluye un capítulo que recibió el Premio El Andar a la Excelencia Literaria en la categoría de memorias personales.
- Lectura y escritura del ambiente: Sexualidades queer en la cultura latina, latinoamericana y española. Eds. Susana Chávez-Silverman y Librada Hernández. Prensa de la Universidad de Wisconsin, 2000.
- Tropicalizaciones: representaciones transculturales de la latinidad. Eds. Frances R. Aparicio y Susana Chávez- Silverman. New Hampshire: Dartmouth / University Press of New England, 1997.

### Artículos / Crónicas (seleccione lista)
- “Magnetic Island Sueño Crónica”. Reimpreso con permiso en Ambientes: New Queer Latino Writing. Lázaro Lima y Felice Picano, Eds. Madison, WI: University of Wisconsin Press (de próxima publicación).
- "Ensayos de contención: otra mirada a la locura y sus desplazamientos Chez Pizarnik". "Alejandra", ed. Ivonne Bordelois y Pedro Cuperman

(New York/Buenos Aires: Syracuse University Press/Editorial Paidós, 2010), pp. 58–77. The volume is a special issue of “Point of Contact” 10:1–2.
- "Género, sexualidad y silencio (s) en la escritura de Alejandra Pizarnik". "Arbol de Alejandra: Pizarnik reevaluado". Ed. Fiona Mackintosh con

Karl Posso. Inglaterra: Támesis, 2007 (13–35). 
- "Trac (k) ing Gender and Sexuality in the Writing of Alejandra Pizarnik". Chasqui 35.2 (noviembre de 2006), 89-108.
- Entrada sobre Alicia Gaspar de Alba en "Enciclopedia de latinos y latinas en los Estados Unidos". Eds. Deena J González y Suzanne Oboler. (Oxford University Press, 2005), 185–187
- “Deseo latino: textualizar lo imposible”. Letras Femeninas XXX: 1 (junio de 2004): 15–25.
- “Cuerpos y fronteras de género en el chican contemporáneo @ Performance y literatura”. “Velvet Barrios: Cultura popular y sexualidades chicanas / o”. Ed. Alicia Gaspar de Alba. (Nueva York: Palgrave MacMillan, 2003), 215–227.
- "La función de lo erótico en la poesía de Marjorie Agosín y Alicia Gaspar de Alba". "La Poesía Hispánica de los Estados Unidos: aproximaciones críticas". Eds. Lilianet Brintrup, Juan Armando Epple y Carmen de Mora. (Sevilla, España: Universidad de Sevilla Press, 2001), 89-104.
- Entrada sobre Alejandra Pizarnik. "Quién es quién en la historia de gays y lesbianas". Eds. Robert Aldrich y Garry Wotherspoon. (Londres: Routledge, 2001). 331–333.
- "La poesía de Octavio Paz y Alejandra Pizarnik". "La cultura judía y el mundo hispano: ensayos en memoria de Joseph H. Silverman". Eds. SGArmistead y Mishael Caspi. (Newark, DE: Juan de la Cuesta, 2001), 129-143.

- “Tropicalizando el aula de la Universidad de Artes Liberales”. “Poder, raza y género en la Academia: ¿Extraños en la torre?” Eds. María Herrera-Sobek y Shirley Geok-lin Lim. (Nueva York: MLA, 2000), 132-153.
- "Lo autobiográfico como horror en la poesía de Alejandra Pizarnik". "Estudios críticos sobre el tema feminista en las Américas". Ed. Giovanna Covi (Trento, Italia: Universitá degli Studi di Trento, 1997), 265–277.

- "La mirada que mata: la 'belleza inaceptable' de La condesa sangrienta de Alejandra Pizarnik". “¿Entiendes? Lecturas queer, escritos hispanos. ”Eds. Emilie L. Bergmann y Paul Julian Smith. (Duke University Press, 1995), 281–305.
- "Signos de lo femenino en la poesía de Alejandra Pizarnik". El puente de las palabras. Ed. Inés Azar. (Washington D. C.: OEA, 1994), 155-172.
- "El discurso de la locura en la poesía de Alejandra Pizarnik", Monographic Review / Revista Monográfica VI (abril de 1991): 274–281.

### Revisar artículos
- Reseña de "Mujeres fáciles: sexo y género en la ficción mexicana moderna" de Debra A. Castillo y "El espejo destrozado: representaciones de mujeres en la literatura mexicana" de María Elena Valdés. "Signos: Revista de Mujeres en Cultura y Sociedad". 27 I   : 1 I (otoño de 2001): 275–279.
- Reseña de “Poesía y experiencia del límite: Leer a Alejandra Pizarnik” por Cristina Piña. XXVII: 1 de Letras Femenina: 1 de mayo de 2001: 249–251.

- Revisión de “Adolescentes chicanas: perras, 'Ho's y colegialas'”. Lisa C. Dietrich. y Pierre T. Rainville. “Letras femeninas” XXV: 1–2 (octubre de 1999): 236–237.
- “La otra voz”. Revisión de “El testimonio femenino como escritura contestataria”. Emma Sepúlveda y Joy Logan, Eds. “Letras femeninas” XXIV: 1–2 (1998): 194–196.
- Reseña de Alejandra Pizarnik. Cristina Piña. "Revista Interamericana de Bibliografía". Washington D. C.: OEA 1 (Otoño 1992): np

## Honores

### Becas / Becas
- 2006: Beca del programa de artistas Lucas en el Montalvo Arts Center, Saratoga, CA[1]
- 2000-01: Beca NEH para profesores universitarios

### Honores y reconocimientos
- 2002: Primer Premio (por "Aniversario Crónica") en el "Concurso de Excelencia Literaria Chicana" de la revista "el Andar" [1]
- 1988–89: Beca de disertación, UC Davis
- 1986–87: Regents Fellowship, UC Davis
- 1985-06: Beca de Oportunidad de Posgrado, UC Davis
- 1978–79: Beca de posgrado, Universidad de Harvard

## Grabaciones en línea
- Entrevista con Daniel Olivas en "La Bloga", 19 de abril de 2010
- Cuando se presionó, mayo de 2009
- Podcast del panel de discusión de la Biblioteca Central, con Ilan Stavans et al, del 21 de octubre de 2010
- Grabaciones de audio de "Killer Crónicas", leídas por el autor (octubre de 2010)
- Grabaciones de audio de “Killer Crónicas” y “Escenas de la Cuenca de Los Ángeles y otros desastres naturales”, leídas por el autor (junio de 2010)
- RALPH Revisión de Killer Crónicas
- RALPH Lo mejor de lo mejor 2010 (Escenas)
- La vida en español, reseña de Christina Burgos
- Mención de KC y enlaces a audiofiles KC en el BLOG de Francois Grosjean (13-I-11)